# Мар'янівська школа
Мар'янівська загальноосвітня школа І-ІІІ ступенів Маловисківського району Кіровоградської області - заклад загальної середньої освіти

## Про школу
Імідж нашого закладу забезпечується шляхом:
Формування свідомої, активної та успішної особистості;
Створення оптимальних умов для здобуття конкурентноспроможної освіти;
Використання інформаційних технологій як передумови ефективної організації навчально-виховного процесу та управлінської діяльності. Створення комфортних умов для навчання і розвитку дитини;
Можливості вибору змісту освіти відповідно до профілів навчання;
Високого рівня професіоналізму педагогічного колективу;
Демократичного стилю спілкування та керівництва;
Активного використання засобів масової інформації (виступи у періодичній пресі, статті у фахових журналах, випуск шкільної газети та буклетів).
Науково-методична проблема школи:
Упровадження інтерактивних, інформаційно-комунікаційних та хмарних технологій як засіб удосконалення навчально-виховного процесу та управлінської діяльності.
Можливості закладу загальної середньої освіти:
Створені необхідні умови для навчання, виховання, відпочинку та розвитку. У школі 16 навчальних кабінетів, 4 кабінети початкової освіти, комп’ютерний клас, мультимедійний кабінет математики, спортивний та тренажерний зал, актова зала, бібліотека, медичний кабінет, кабінет психологічної служби, харчоблок та їдальня, столярна та слюсарна майстерні, кімната-музей музей Бойової слави.
Кадри:
Навчально-виховну та методичну роботу школи забезпечують досвідчені вчителі. Зокрема, два вчителя-методиста, чотири старших учителів, шість вчителів вищої категорії, Заслужений вчитель України. Нагороджені знаком "Василь Сухомлинський" - 1 вчитель, "Відмінник освіти України" – 3 учителя, почесною Грамотою МОН – 7 учителів, нагороджені районною педагогічною премією ім.  Г. Перебийноса - три учителя.
Досягнення колективу школи:
У школі систематично проводяться районні та обласні семінари, творчі звіти як колективу в цілому, так і окремих методичних об’єднань та педагогів. Школа є опорною Комунального закладу "КОІППО імені Василя Сухомлинського" для проведення педагогічної практики вчителів математики (Заслужений вчитель України Руденко В.О.), української мови (старший вчитель Соломина І.А.), фізичної культури (старший вчитель Лизень В.М.), основ здоров’я (вчитель Шевченко Л.В.), керівників закладів (директор школи Руденко О.А.). Колектив школи ділиться досвідом роботи під час обласних та районних семінарів завідувачів РМК, методистів, керівників закладів освіти, вчителів.
Школа має власне друковане видання — газету «Перерва», на сторінках більше ніж 150 номерів якої, з 2002 року публікуються матеріали на всі смаки й уподобання — це і вісті з класів, і цікаві гурткові новини, і репортажі з місця події — уроку, класної години, спортивних змагань, туристичного походу; роздуми учнів, учителів та батьків про ті заходи, які відбуваються в школі, і розповіді учнів про їхнє шкільне та особисте життя. Редактор Соломина І. А.
Учителі школи брали активну участь у обласних фахових конкурсах «Учитель року», переможцем якого з математики у 2006 році була Руденко В.О. (ІІ місце), з української мови у 2012 році - Соломина І.А. (ІІ місце), з фізичної культури у 2018 році - Лизень В.М. (ІІІ місце). Переможцем обласного конкурсу “Блогосфера” у двох номінаціях стала вчителька математики Руденко В.О. (блоги «КласнаЯ» та «Прикладна математика»). У номінації «Блоги методичних формувань» дипломом II ступеня нагороджено блоги «Авторська майстерня» (Руденко В. О.). та «Шкільна орбіта» (Руденко О. А.). Учасником обласного конкурсу були блоги «Паросток» та «Методичний меридіан» (учителька української мови та літератури Соломина І.А.).
Педагоги завжди у творчому пошуку шляхів реалізації організаційних, педагогічних і методичних завдань, які служать відродженню культу знань, освіченості, культури, духовного та фізичного здоров’я.
За останні 70 років школа дала путівку в життя 1700 мар’янівцям, які зараз трудяться в усіх куточках України та за кордоном. Серед них відомі працівники сільського господарства, керівники органів місцевого самоврядування, державної служби, підприємств, лікарі, вчені, педагоги, військові.
Традиційно наша школа у рейтингу серед кращих шкіл району, вчителі яких підготували найбільше переможців за підсумками районних та обласних олімпіад з базових дисциплін. Випускники школи успішно складають ЗНО. У загальноукраїнському рейтингу з математики 2017 року - серед 5% шкіл, які найуспішніше його склали.
Серед переможців III етапу конкурсу-захисту науково-дослідницьких робіт слухачів МАН з української мови та математики щороку учні нашої школи.
Традиційно протягом останніх десяти років спортсмени школи - переможці районної Спартакіади, багаторазові переможці обласних змагань, захищають честь області на Всеукраїнських змаганнях.
Проходять декади наук та загальношкільний інтелектуальний конкурс “Учень року”, який залучає більшість учнів школи до поглиблення знань з основ наук у цікавій ігровій формі. Школярі беруть активну участь у змаганнях районної Ліги інтелектуальних ігор.
Більше 40 випускників школи уже одержали чи одержують вищу педагогічну освіту, 5 із них працюють у колективі школи. Більше 30 випускників закінчили школу з медаллю, у тому числі 10 нагороджені золотою медаллю “За особливі успіхи у навчанні“, та 20 - срібною медаллю “За успіхи у навчанні”.
Мар’янівська загальноосвітня школа І-ІІІ ступенів є однією з кращих шкіл Маловисківського району завдяки енергії вчителів, учнів та їхніх батьків!

## Традиції школи
Шкільні традиції — це те, що об'єднує колектив, робить його дійсно колективом. День знань, Дні здоров'я, День учителя, новорічні та різдвяні свята, тижні наук, інтелектуальні конкурси, спортивні змагання, звіти художніх колективів, зустрічі з митцями традиційно збирають усіх разом: учителів, учнів, батьків. Завжди тут панує атмосфера доброзичливості, взаєморозуміння

## Символіка

### Герб школи
В школі було проведено конкурс на створення символіки нашого навчального закладу. Обрали герб, який відповідає геральдичним законам та ілюструє історію, традиції й основні напрямки роботи школи. Остаточна версія герба перед вами. Гербовий щит у золотисто-коричневому обрамленні зеленого кольору, у верхній частині якого синьо-жовта стрічка із написом «Мар'янівська загальноосвітня школа». На зеленому фоні у центрі шкільного герба — розкрита книга з комп'ютером та картою України, вишивана стрічка.
Гербовий щит спільний із гербовим щитом села Мар'янівка, що свідчить про приналежність школи. Зелений колір — це символ нашого села, мальовничого куточка нашої Батьківщини, землі, де жив і творив корифей українського театру І. Карпенко-Карий, на території якого природний заповідник — Карпенків край; символ єдності людини і природи, який підкреслює, що наше село, шкільне подвір'я навесні і влітку буяє зеленню. Золотистий колір символізує рівень освіти, який дає звичайна сільська школа, прагнення молоді до знань, адже знання — це світло, добробут та розквіт. Зображені на гербі школи синій та жовтий кольори — це передусім основна ознака нашої державності. В нижній частині щита гілочка калини під якою дата створення школи.

### Прапор школи
Прямокутне полотнище поділене горизонтально навпіл на синю та зелену частини. Співвідношення сторін 2:3. Зліва внизу від древка та на 1/3 ширини прапора у верхній частині відділено прямокутний трикутник жовтого кольору, на якому розміщено три різної величини зірки жовтогарячого кольору, які символізують ступені навчання у школі. В центрі прапора жовтогаряче сонце із 12 жовтими промінцями.

## Історія школи
З 1909 року в селі працює чотирирічна трудова школа.
А в 1932 році побудували нове приміщення, в якому понад 200 учнів здобували семирічну освіту.
У роки війни це приміщення було зруйноване, тому перші післявоєнні роки школа працювала в окремих будинках по вулиці К.Маркса і провулку Мечникова. 
Після відновлення в 1950 році школа працює в новому приміщенні, частина якого і сьогодні у дії — це шкільні майстерні.
У 1955 році школа стала восьмирічна.
У 1977 році побудовано нове приміщення школи на 420 місць. 
У ній сьогодні навчаються не лише діти з Мар'янівки, але і з Павлівки, Матусівки, Заріччя, Висі, Ковалівки, Олексіївки, Веселівки.
У 1979 році школа отримала статус середньої.
З 1992 року це — Мар'янівська загальноосвітня школа І-ІІІ ступенів.
У 2010 школа відсвяткувала своє 100-річчя
З 2010 року в школи є свій сайт www.maryanivka-school.org.ua[недоступне посилання з липня 2019]
З 2018 року сайт школи повністю оновлений та має нову адресу https://mar-zsh.e-school.info